# Forêt de Fossard
Pour les articles homonymes, voir Fossard.
La forêt de Fossard est un massif forestier de plus de 5 000 hectares dont 1 344 hectares  de forêt domaniale située dans les Vosges. C'est une forêt marquée par une grande richesse naturelle et patrimoniale.

## Toponymie
La forêt domaniale est officiellement appelée Forêt domaniale de Fossard. L'ensemble montagneux sur lequel la forêt s'étend est en revanche appelé Massif du Fossard.
Avant la Révolution française, le massif était également appelé Montagne de Grimouton, bien représenté sur la carte de Cassini. Grimouton ou Gris Mouton était une ancienne ferme située au centre de la forêt à 735 mètres d'altitude, de nos jours ruinée mais toujours au cœur d'une enclave privée dans la forêt domaniale de Fossard.

## Géographie physique
Située sur un massif bordé par les vallées de la Moselle à l'ouest et au sud, Moselotte au sud, Cleurie à l'est, Scouet au Nord-est, Barba au nord et Vologne au nord-ouest, elle se trouve à 2 kilomètres au nord de Remiremont et à une dizaine de kilomètres au sud-est d'Épinal.
Le point bas de la forêt se trouve à environ 360 mètres d'altitude le long de la Moselle à Jarménil. Le point culminant se trouve à la tête de la Charmotte à 819 mètres d'altitude sur la commune de Cleurie.

## Géographie administrative
La forêt de Fossard s'étend sur 11 communes des Vosges :
- Saint-Etienne-lès-Remiremont ;
- Saint-Amé ;
- Cleurie ;
- Éloyes ;
- Tendon ;
- Jarménil ;
- La Forge ;
- Le Tholy ;
- Docelles ;
- Cheniménil ;
- Xamontarupt.

Séparées, au centre du massif, par le ruisseau de la Suche, les forêts domaniales du « Grand-Fossard » et du « Petit Fossard » couvrent respectivement 865 hectares et 479 hectares.

## Géologie
Le massif du Fossard est situé à la transition entre les Vosges gréseuses au nord-ouest et les Vosges cristallines au sud-est.

## Histoire

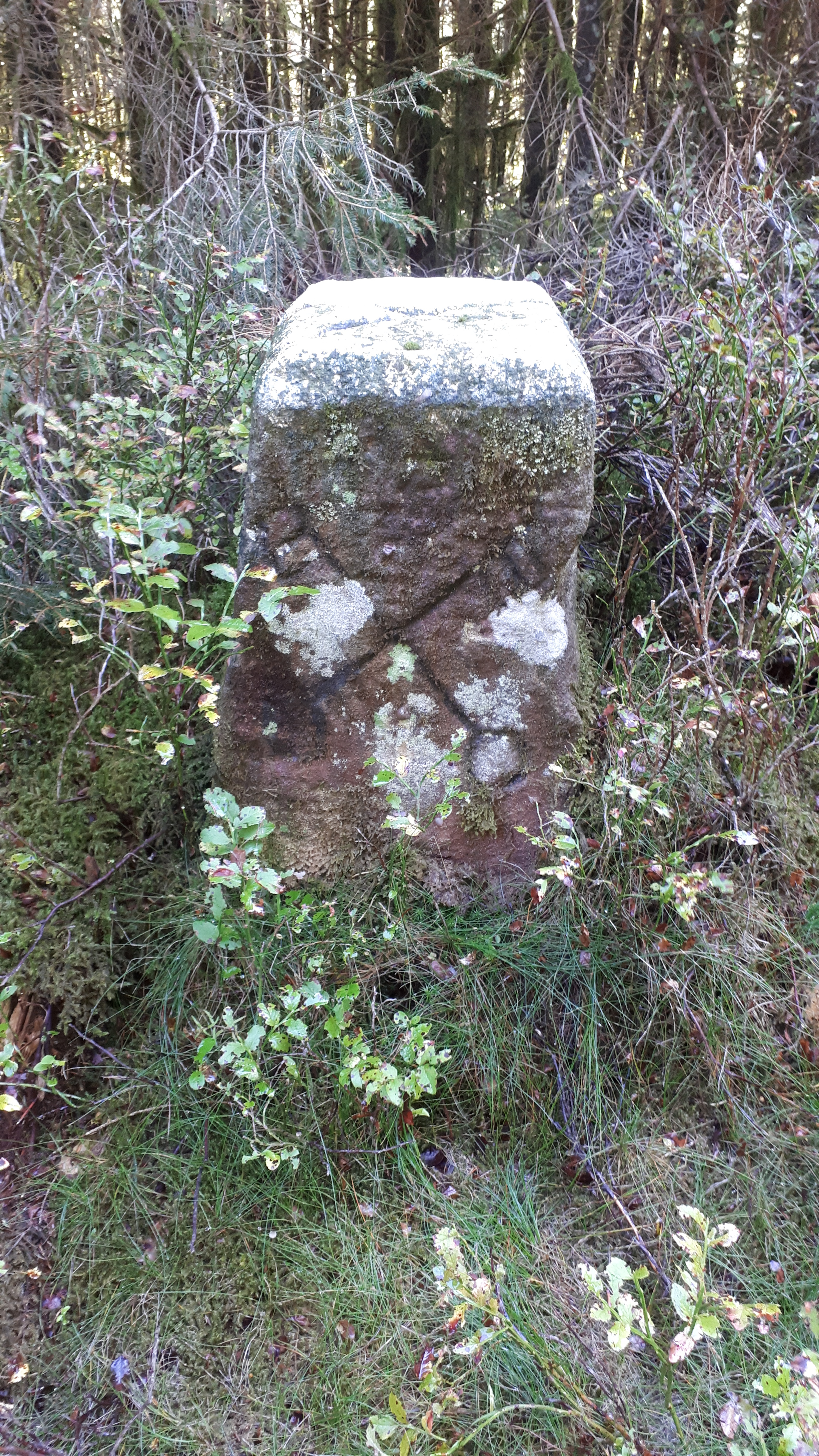
Borne avec les clés de Saint Pierre de l'abbaye de Remiremont.

Le massif est pour la première fois mentionné au XIVe siècle. Il relève juridiquement de  trois statuts (domanial, communal et privé) qui tirent leur origine, sans doute au Moyen Âge, du cantonnement, c’est-à-dire de l’attribution pour une durée illimitée d’un droit d'usage sur une partie de la forêt aux communautés d'habitants, par leur seigneurs. La forêt était alors en indivision entre l'abbaye de Remiremont en indivision avec le duc de Lorraine, depuis qu’il en obtint l'avouerie au milieu au XIe siècle. On retrouve des bornes avec les clés de Saint Pierre de l'abbaye de Remiremont près de Sainte-Sabine.
Des sections de chemins pavés bien conservées se trouvent entre le Morthomme et la Pierre Kerlinkin ainsi que dans le secteur de Sainte-Sabine.

## Faune et flore

### Flore
Le massif du Fossard est boisé à 80% de sa superficie. La forêt abrite des essences diversifiées, dans un environnement majoritairement de résineux, mais avec une belle présence résiduelle de feuillus.
L'ONF procède au renouvellement progressif des peuplements par l'utilisation d'une technique sylvicole de régénération respectant les classes d'âge. Elle permet de maintenir un équilibre entre arbres jeunes et âgés.
La forêt abrite des milieux humides avec la présence de plusieurs tourbières, notamment l'ancien étang de l'Abîme et une tourbière située non loin à l'est.
La forêt a été affectée par la crise sanitaire liée aux scolytes qui s'est traduit depuis 2019 par un niveau de dépérissement jamais observé sur les épicéas et dans une moindre mesure sur les sapins et les hêtres,.

### Faune
La faune est diversifiée avec des espèces communes et plus rares de mammifères, oiseau, insecte et batraciens.

### La chasse
Les accotements sont régulièrement élagués afin de préserver la faune entomologique et de mieux sécuriser les lignes de tirs lors des chasses.

## Gestion forestière

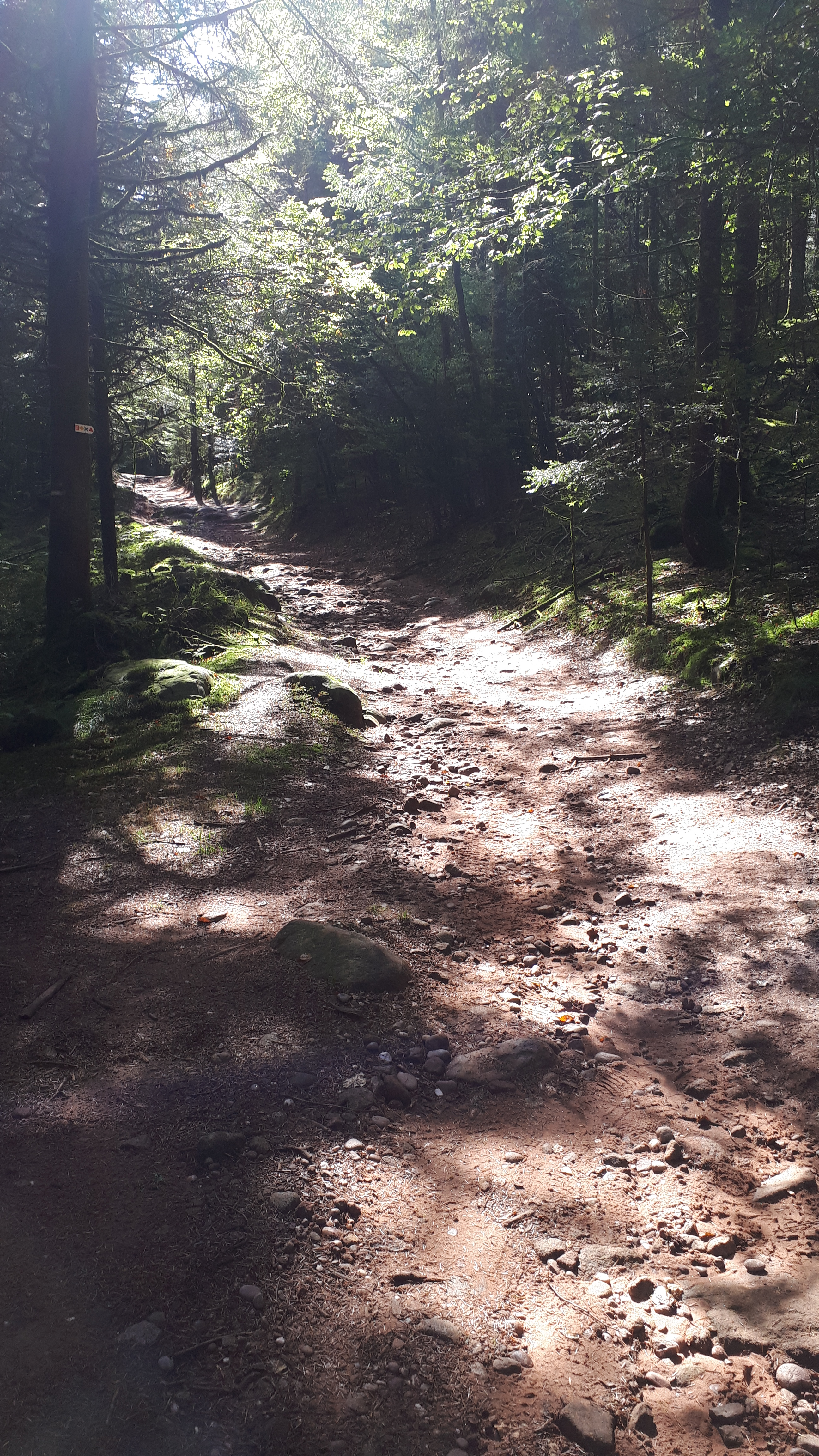
Chemin dans la forêt de Fossard entre Sainte-Sabine et la Mousse.

L'ONF a pour mission d'assurer la pérennité du massif grâce à son entretien tout en garantissant un développement durable. Elle se doit de concilier l'intérêt sylvicole avec l'intérêt du public. Son principal objectif est l'accueil du public, comme toutes les forêts dites périurbaines. Elle assure par ailleurs une mission de production de bois, dont la vente aux exploitants forestiers couvre partiellement le financement de l'entretien et de la préservation du massif.
La gestion forestière prend aujourd'hui en compte le développement durable, c'est-à-dire les enjeux biologiques et écologiques, ce qui n'était pas le cas il y a seulement trente ans. Plus spécifiquement dans le massif, les milieux écologiques spécifiques comme les mares sont protégées.
Gérée par l'ONF, la forêt communale de Saint-Étienne-lès-Remiremont a obtenu la certification PEFC, programme européen des forêts certifiées. Cette certification garantit sur son territoire, la qualité de la gestion durable de la forêt à travers le développement de ses fonctions économiques, environnementales et sociales. La forêt communale représente environ 600 hectares soit un quart de la surface forestière totale du massif du Fossard sur la commune, le reste appartenant à l'État et à des propriétaires privés.

## Gestion administrative
En forêt domaniale, le massif est la propriété de l'État français, qui en délègue la gestion à l'office national des forêts. L'État assure le financement de l'entretien mais les collectivités locales sont également associées aux décisions. La forêt dispose de la maison forestière des Baraques située à Saint-Étienne-lès-Remiremont.
Le Conseil départemental des Vosges participe également à l'effort financier.
Les subventions couvrent pour une large part les nécessaires équipements destinés à l'accueil du public ainsi que les travaux d'aménagement et de réfection des routes forestières.
Une partie de la forêt domaniale de Fossard et les tourbières à Tendon sont classées zone naturelle d'intérêt écologique, faunistique et floristique de type 1 sur 526 hectares.
Le plateau de la forêt domaniale de Fossard dominant Saint-Étienne-lès-Remiremont est classé zone naturelle d'intérêt écologique, faunistique et floristique de type 1 sur 107 hectares.
La forêt de Fossard est un site Natura 2000 sur une superficie totale de 979,3 hectares dont 530,9 hectares de forêt domaniale, 422,2 hectares de forêts communales et 26,2 hectares de forêts privées.

## Aménagement
La forêt de Fossard dispose de plusieurs chalets forestiers, ainsi que d'aires aménagées de stationnement et de pique-nique avec des poubelles.

## Sociologie

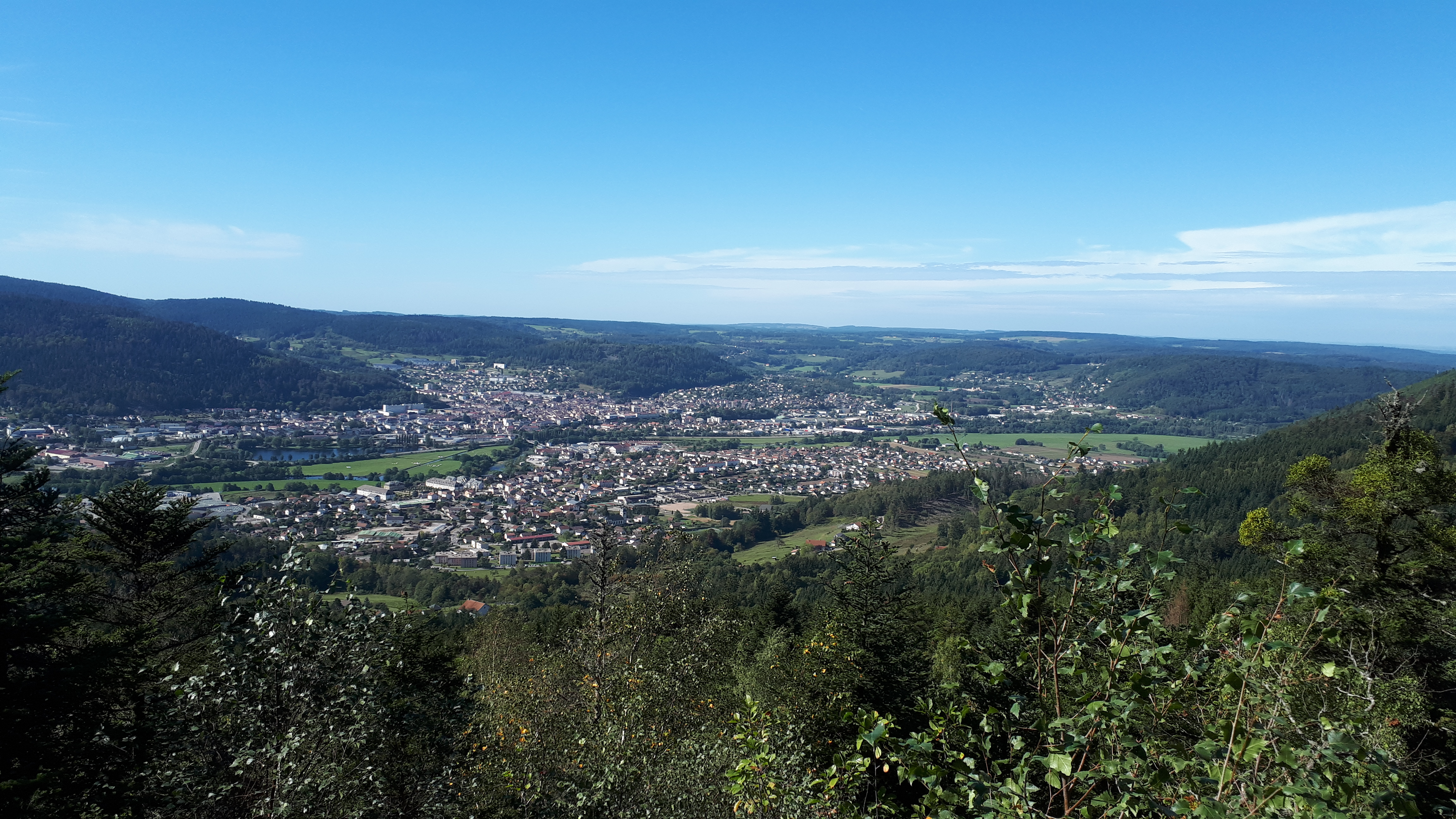
Saint-Étienne-lès-Remiremont et Remiremont depuis le Morthomme.

La forêt de Fossard, située à proximité de l'agglomération de Remiremont et des communes des vallées est un lieu apprécié des habitants du secteur pour la détente et le sport.

## Lieux remarquables
- Cascade de Miraumont
- Haute Borne, monument historique[14]
- Chapelle du Vieux-Saint-Amé
- Le Saint-Mont, monument historique[15]
- Pont des Fées, monument historique[16]
- Ruines, croix et point de vue de Saint-Arnould
- Pierre Kerlinquin, monument historique[17]
- Chapelle Sainte-Sabine
- Fardeau Saint-Christophe
- Roche des Loups
- Roche du Thin
- Cercle celtique du Thin
- Mausolée Sainte-Thérèse
- Menhirs préhistoriques
- Roches des Champs Dolents
- Pierre Solaire et Tête des Cuveaux
- Petite Cascade de Tendon et Grande Cascade de Tendon

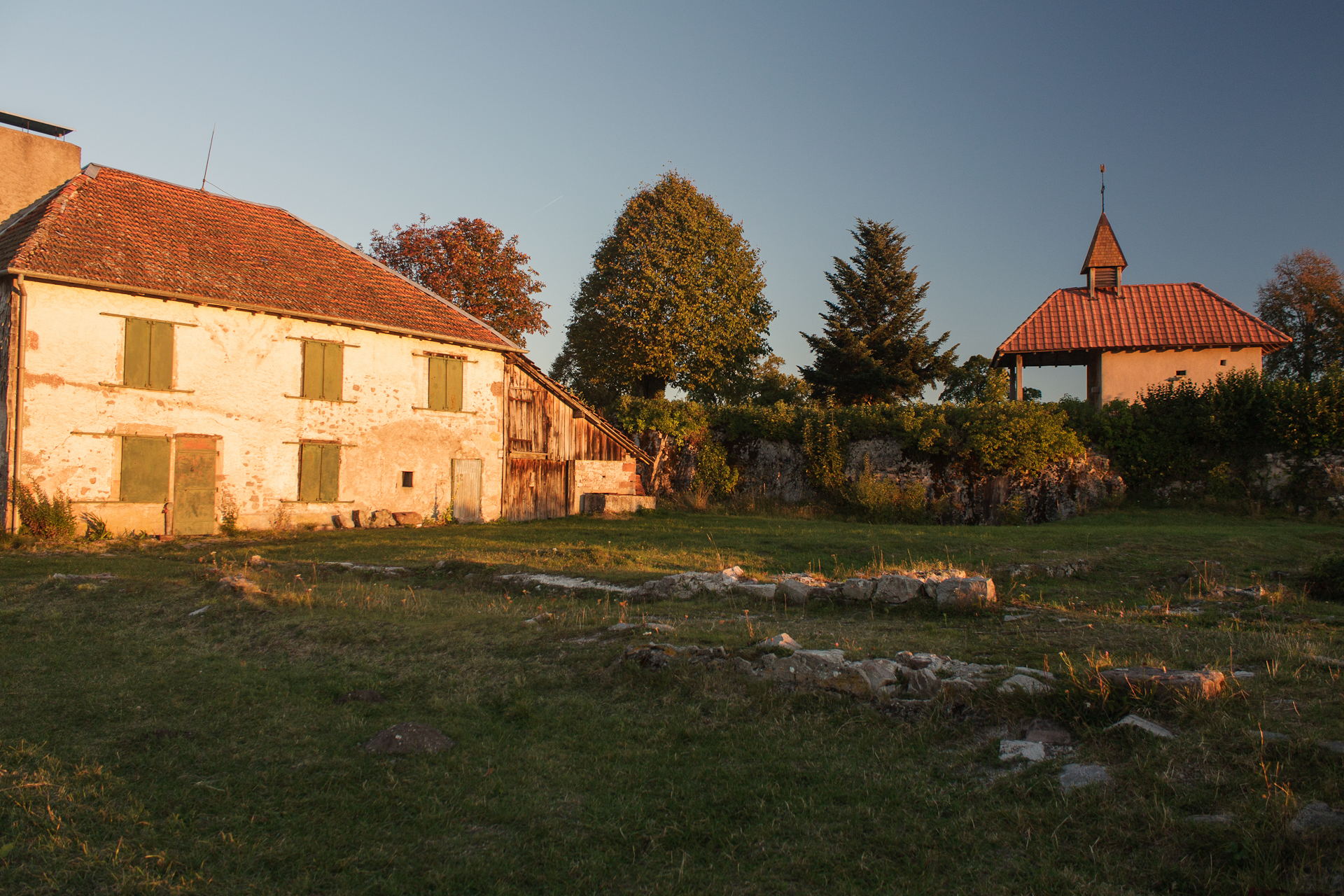
Le site archéologique du Saint-Mont.
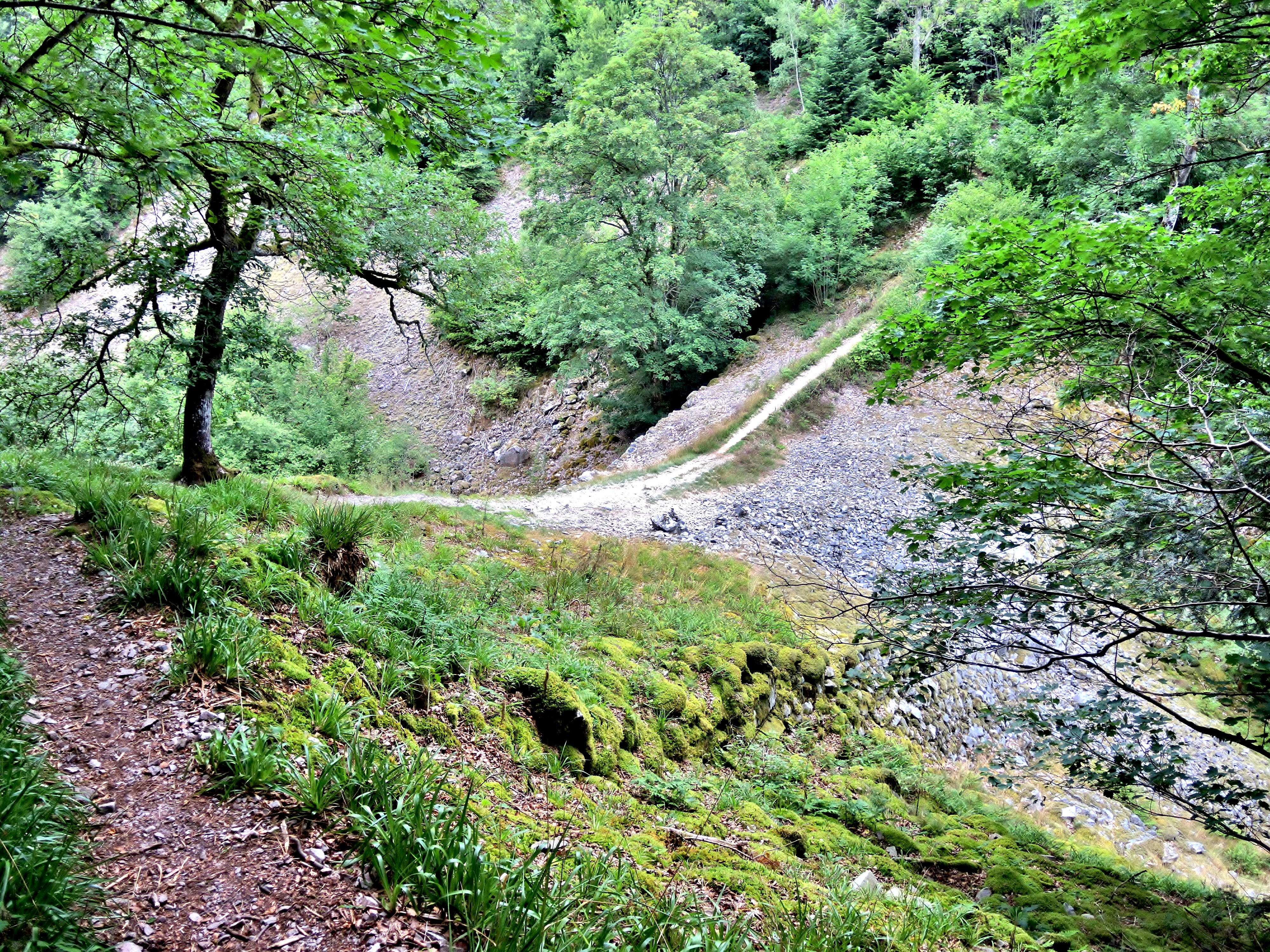
Le pont des Fées vue depuis le côté Saint-Mont.
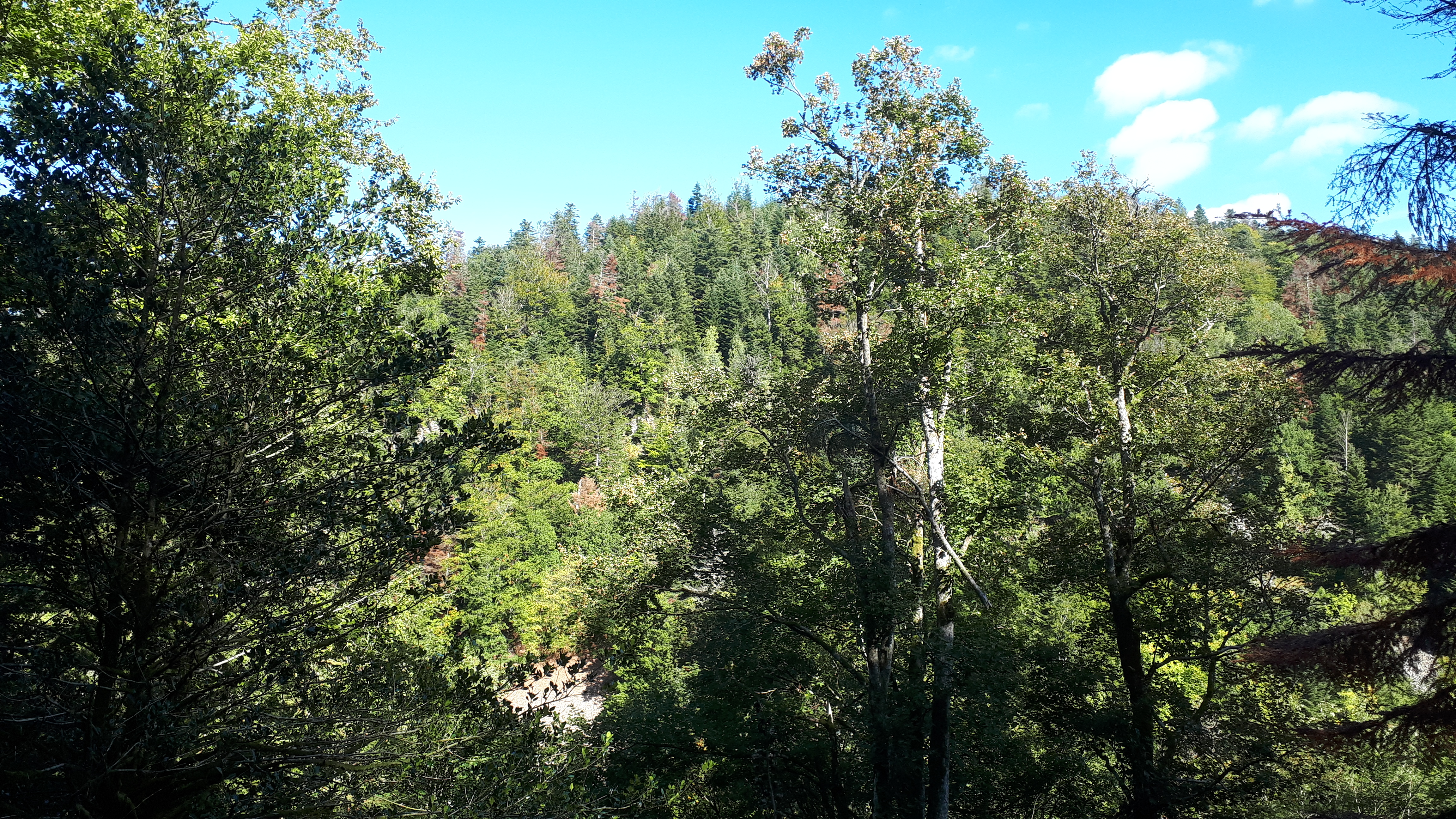
Vue du Saint-Mont depuis le Morthomme.
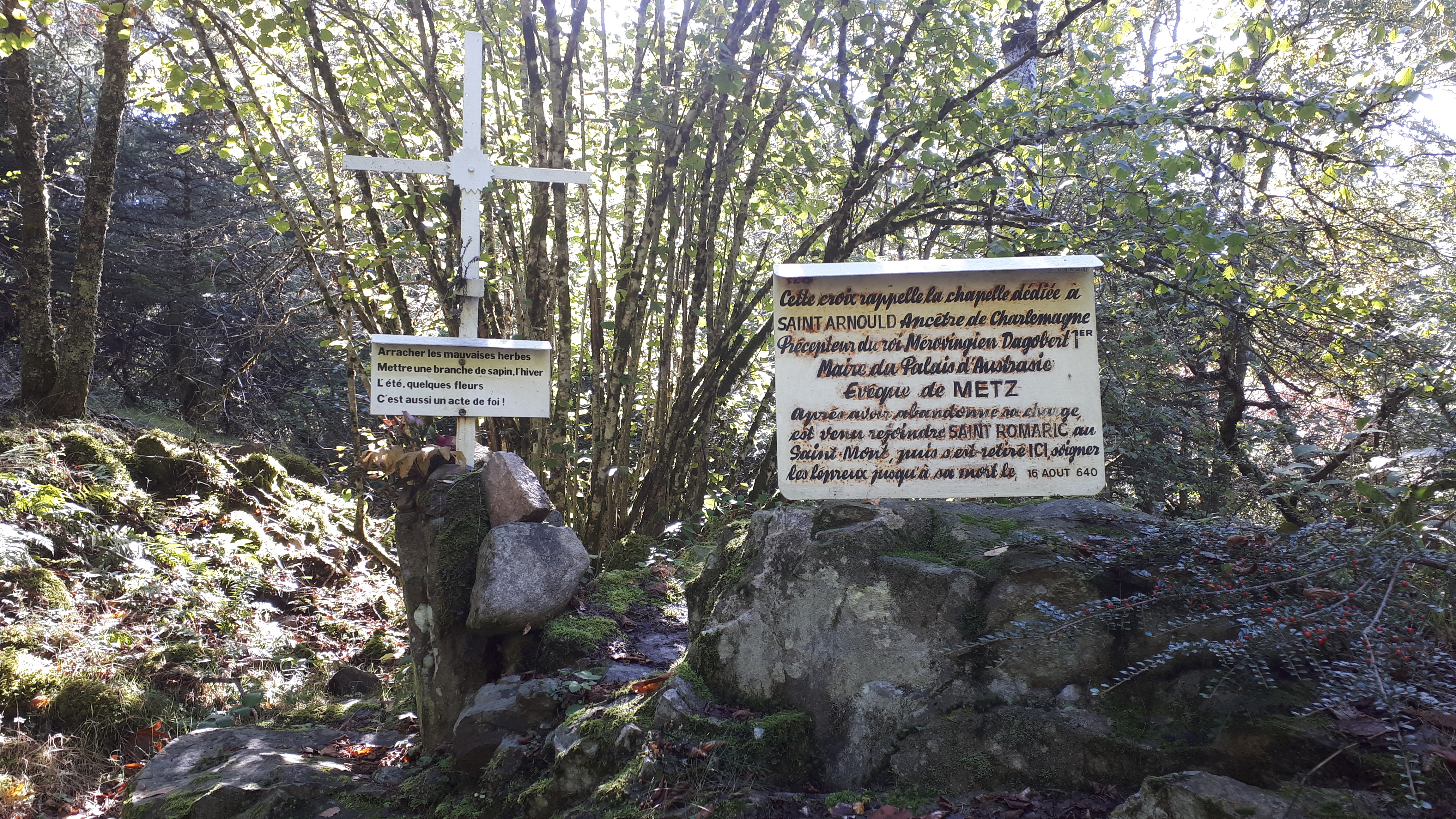
La croix de Saint Arnould.
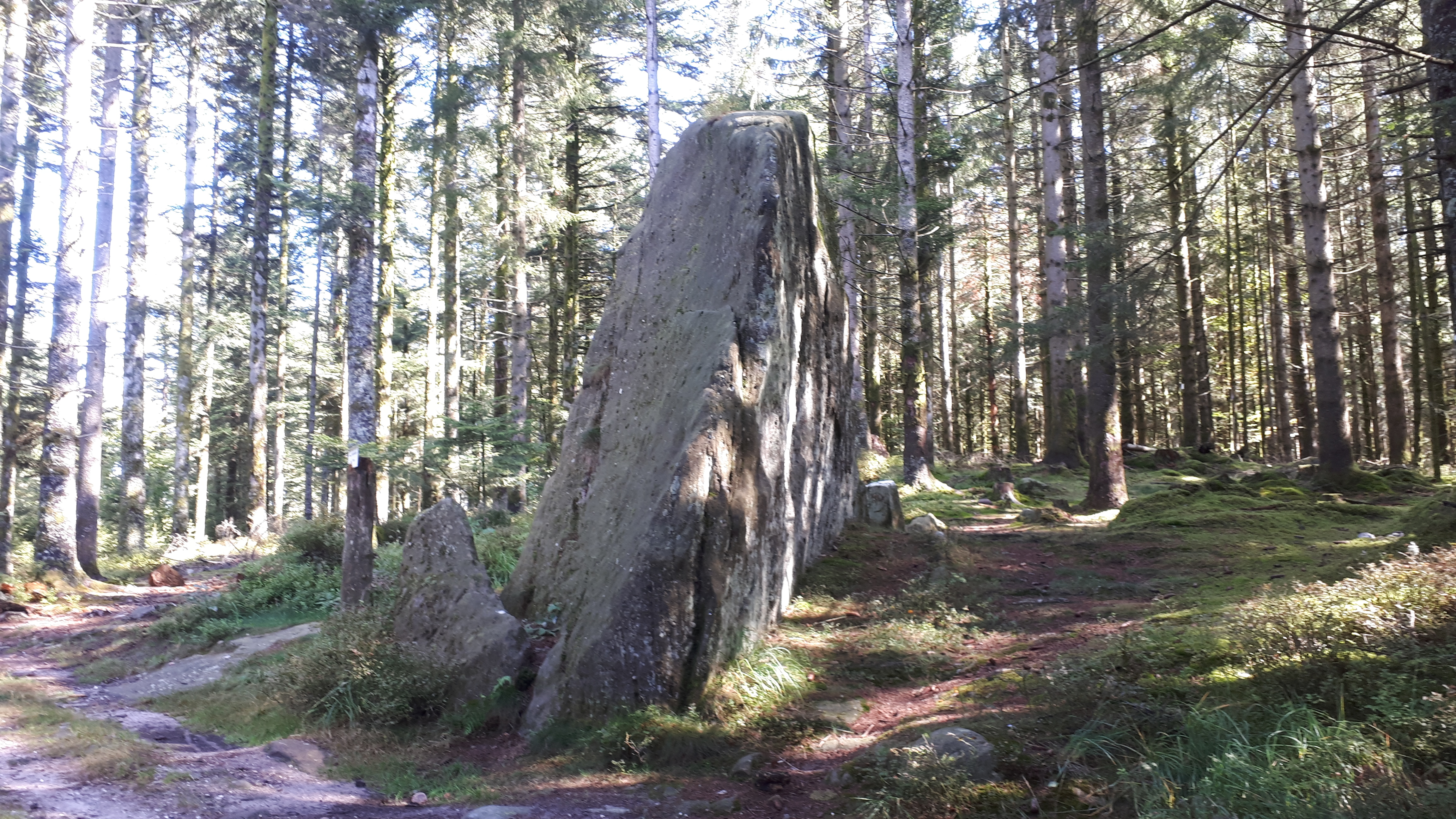
La Pierre Kerlinkin.
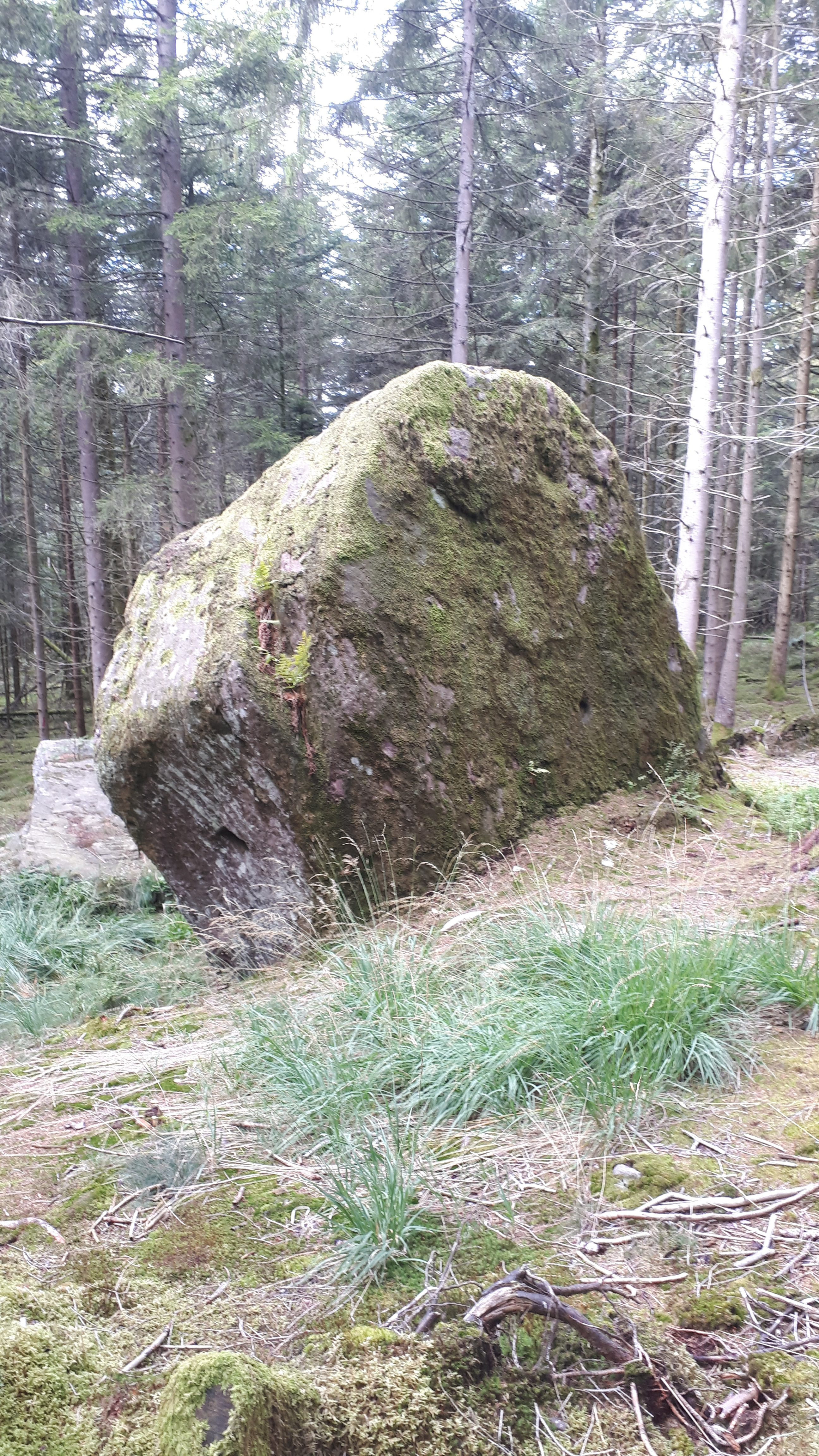
Le fardeau Saint-Christophe.
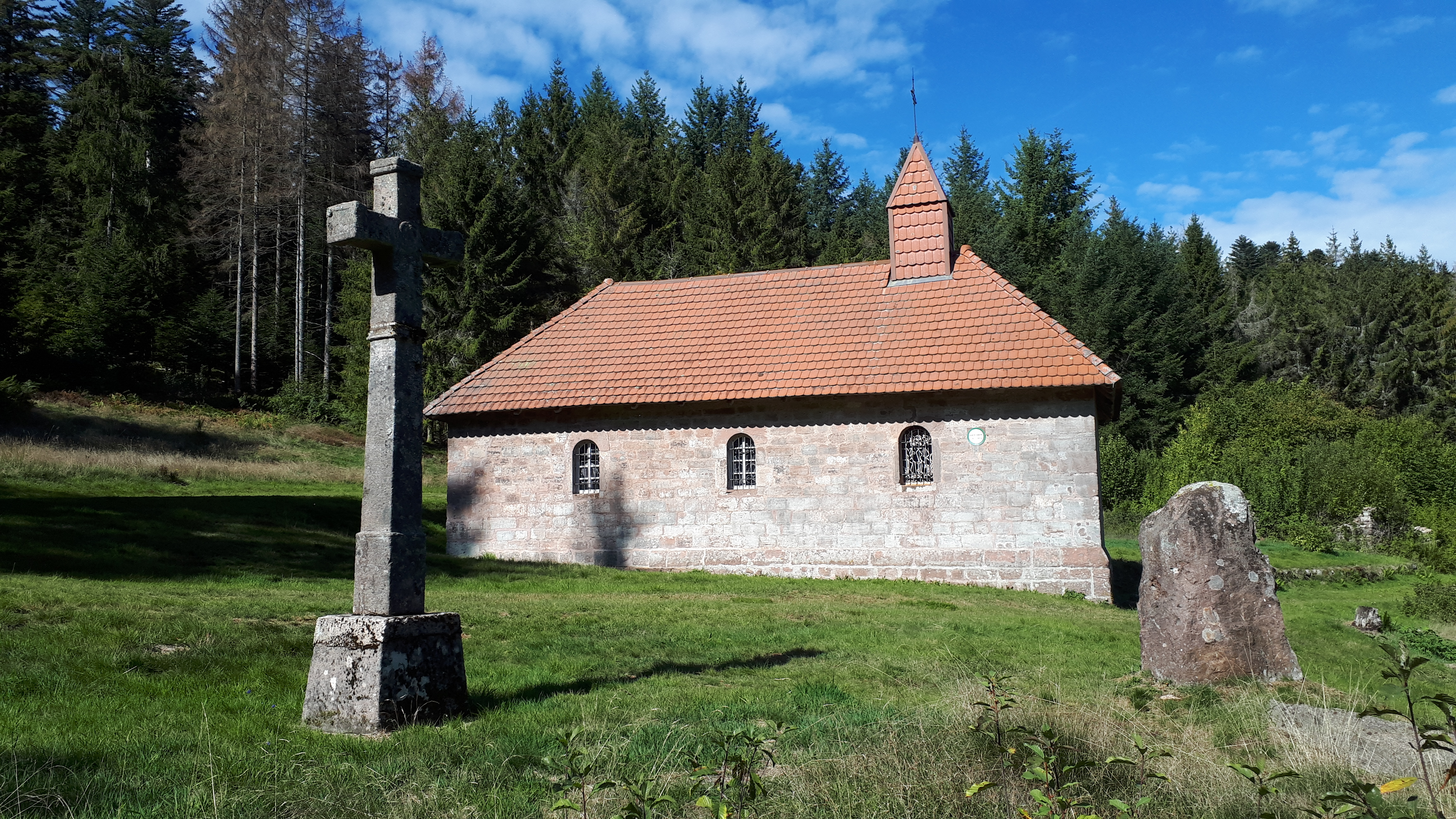
La chapelle Sainte-Sabine.
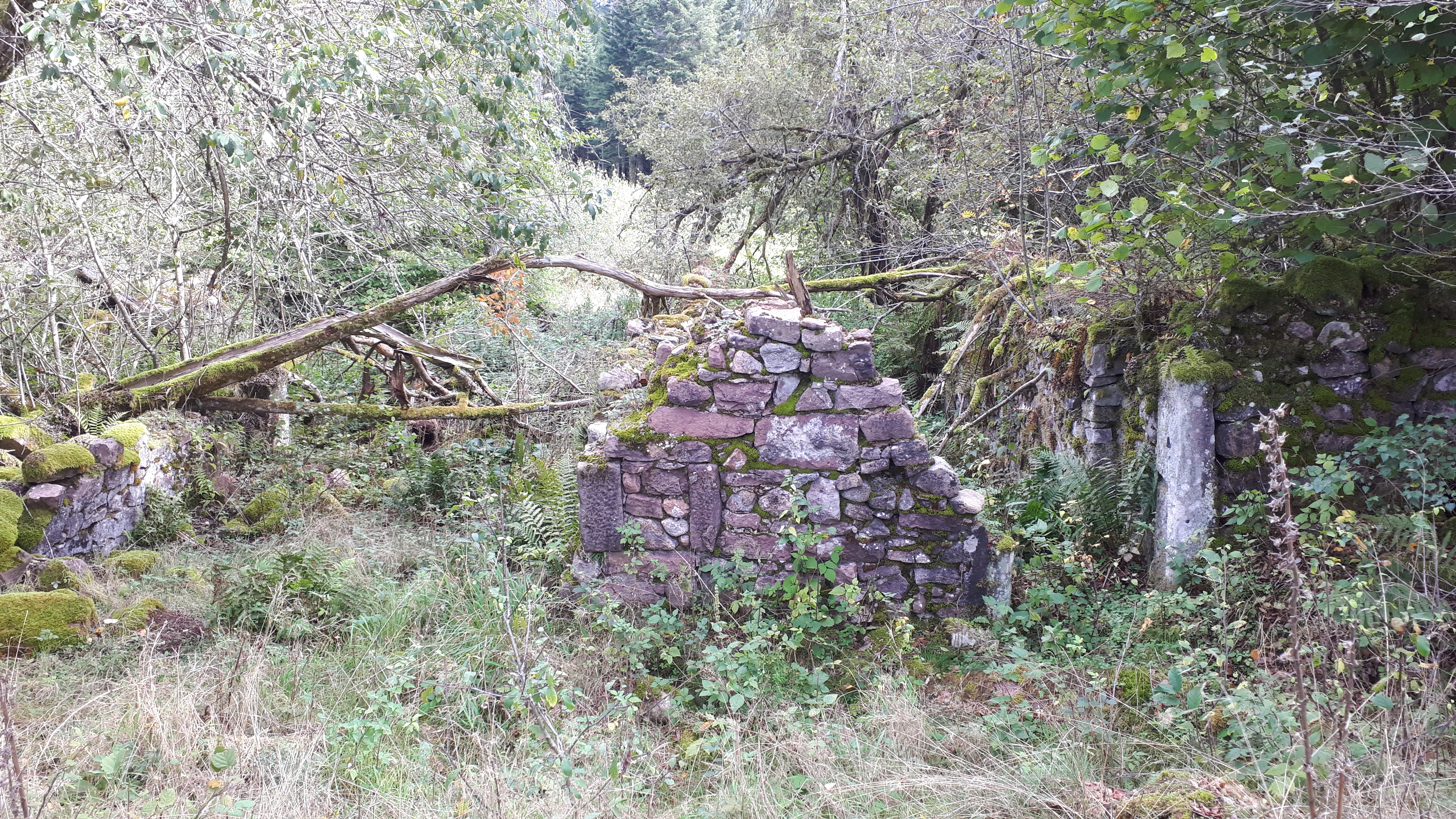
Les ruines de Gris Mouton.